# Eirunepé
Eirunepé est une municipalité et la préfecture de la microrégion de Juruá, dans la mésorégion sud-ouest de « l’Intérieur » de l’État de l’Amazonas (aussi appelé en français Amazone comme le fleuve , ou parfois communément mais improprement Amazonie), au Brésil.

## Géographie
La ville est située au sud-ouest de la capitale de l’État (Manaus), dont elle est distante d’environ 1 159 km à vol d’oiseau, mais 2 417 km par voie fluviale.
La municipalité est limitrophe de celles d’Itamarati, d’Envira, Ipixuna et de Benjamin Constant, ainsi que de celle de Jutaí dans l’État de l’Acre.
La municipalité est baignée par le rio Tarauacá, un affluent de la rive droite du rio Juruá qui est lui-même un des principaux affluents de l'Amazone, et bordée par le Rio Gregório un autre affluent du rio Juruá qui forme une partie de la frontière administrative qui sépare la municipalité de celle d’Ipixuna.
Il y a peu de relief sur son territoire, dont le point le plus haut culmine à 508 m, le centre ville étant seulement à 124 m, construite sur une petite plaine bordée par les zones inondées des fleuves et rivières qui l’entourent et qui s'écoulent sur une pente très faible de quelques dizaines de mètres sur plus de 2400 kilomètres jusqu'à Manaus, ce qui explique l’étendue des zones inondées.

## Météorologie et climat
| Mois                              | jan.  | fév.  | mars  | avril | mai   | juin | jui. | août | sep.  | oct. | nov.  | déc.  | année   |
| --------------------------------- | ----- | ----- | ----- | ----- | ----- | ---- | ---- | ---- | ----- | ---- | ----- | ----- | ------- |
| Température minimale moyenne (°C) | 22    | 21,8  | 22    | 21,9  | 21,3  | 19,5 | 19,3 | 17,5 | 20,5  | 21,3 | 22,1  | 22,1  | 20,9    |
| Température maximale moyenne (°C) | 31    | 31,3  | 31,3  | 31,1  | 30,9  | 30,5 | 31,3 | 32   | 32,2  | 32,2 | 31,6  | 31,2  | 31,3    |
| Record de froid (°C)              | 16,2  | 16,2  | 15,2  | 16,6  | 14,9  | 12   | 10,2 | 12   | 11,2  | 14,2 | 14,2  | 16,2  | 10,2    |
| Record de chaleur (°C)            | 37,6  | 37,4  | 37,5  | 37,3  | 38,2  | 37   | 37   | 38,3 | 38,6  | 39,4 | 38,4  | 38    | 39,4    |
| Précipitations (mm)               | 344,9 | 312,1 | 328,2 | 234,4 | 137,5 | 92,5 | 57,3 | 81,8 | 196,1 | 207  | 232,5 | 285,3 | 2 509,6 |

## Démographie
Si la municipalité compte environ 30 666 habitants (2010), son aire urbaine s'étend au-delà et compte 103 308 habitants.

## Transports
Si les voies fluviales constituent encore des voies de communication essentielles dans cette région équatoriale très humide inondée sur des surfaces très importantes et cernée par la forêt amazonienne, où les voies d’accès routières sont peu nombreuses et difficiles, la ville dispose malgré tout d’un petit aéroport qui a pris le nom d’« aéroport Amaury Feitosa Tomaz » (code IATA : ERN).

## Galerie

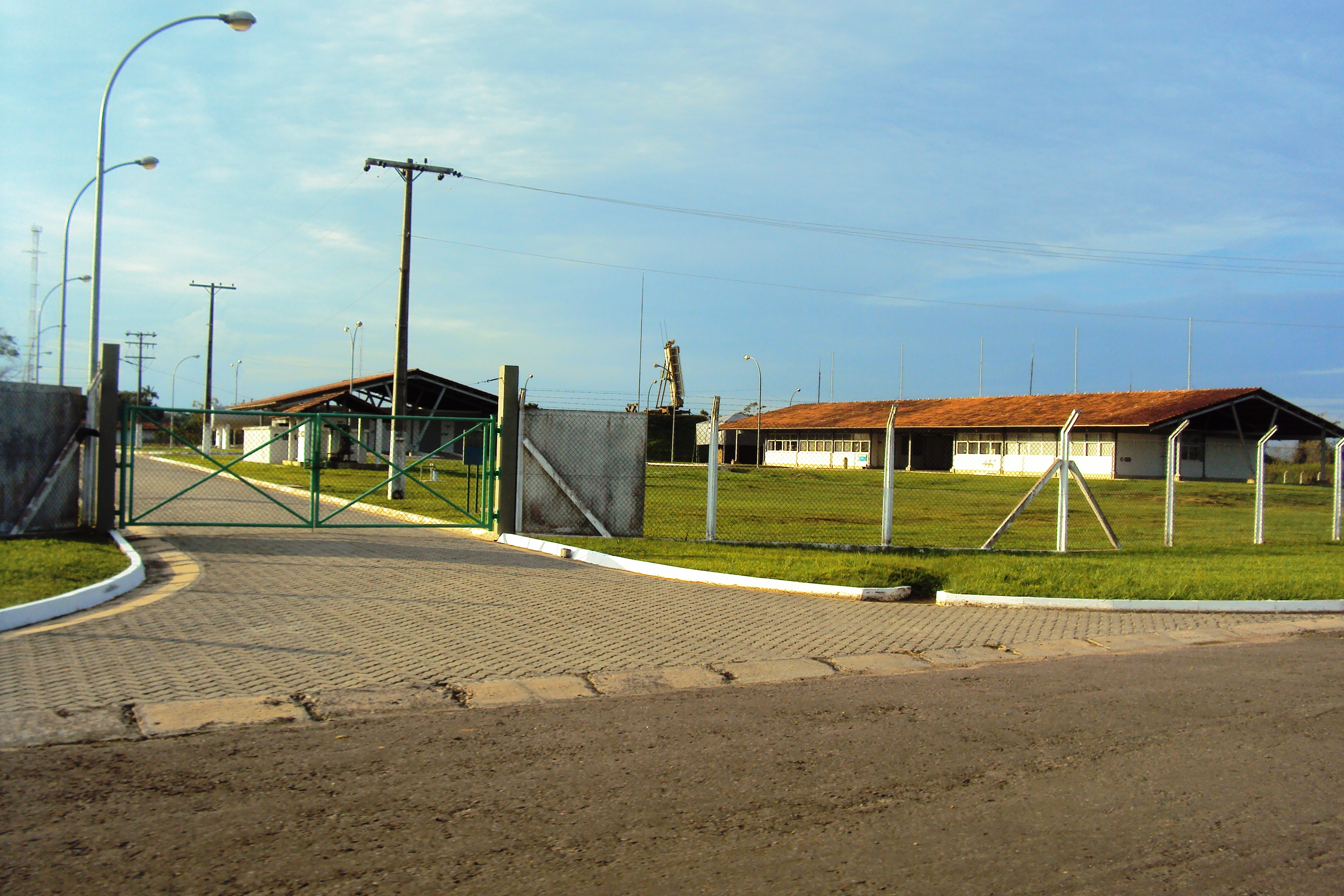
L’aéroport d’Eirunepé.
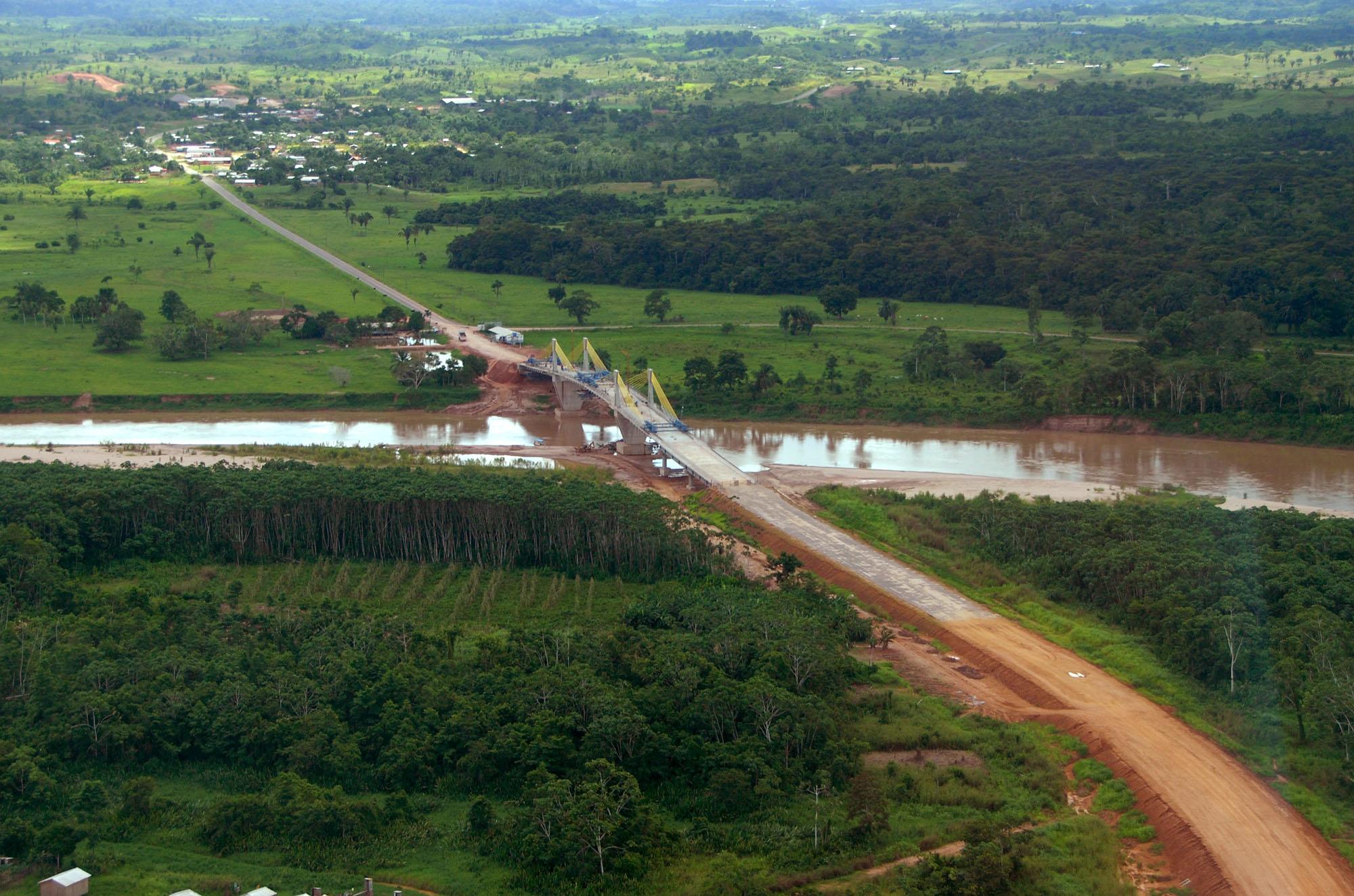
Le pont sur le rio Tarauacá.
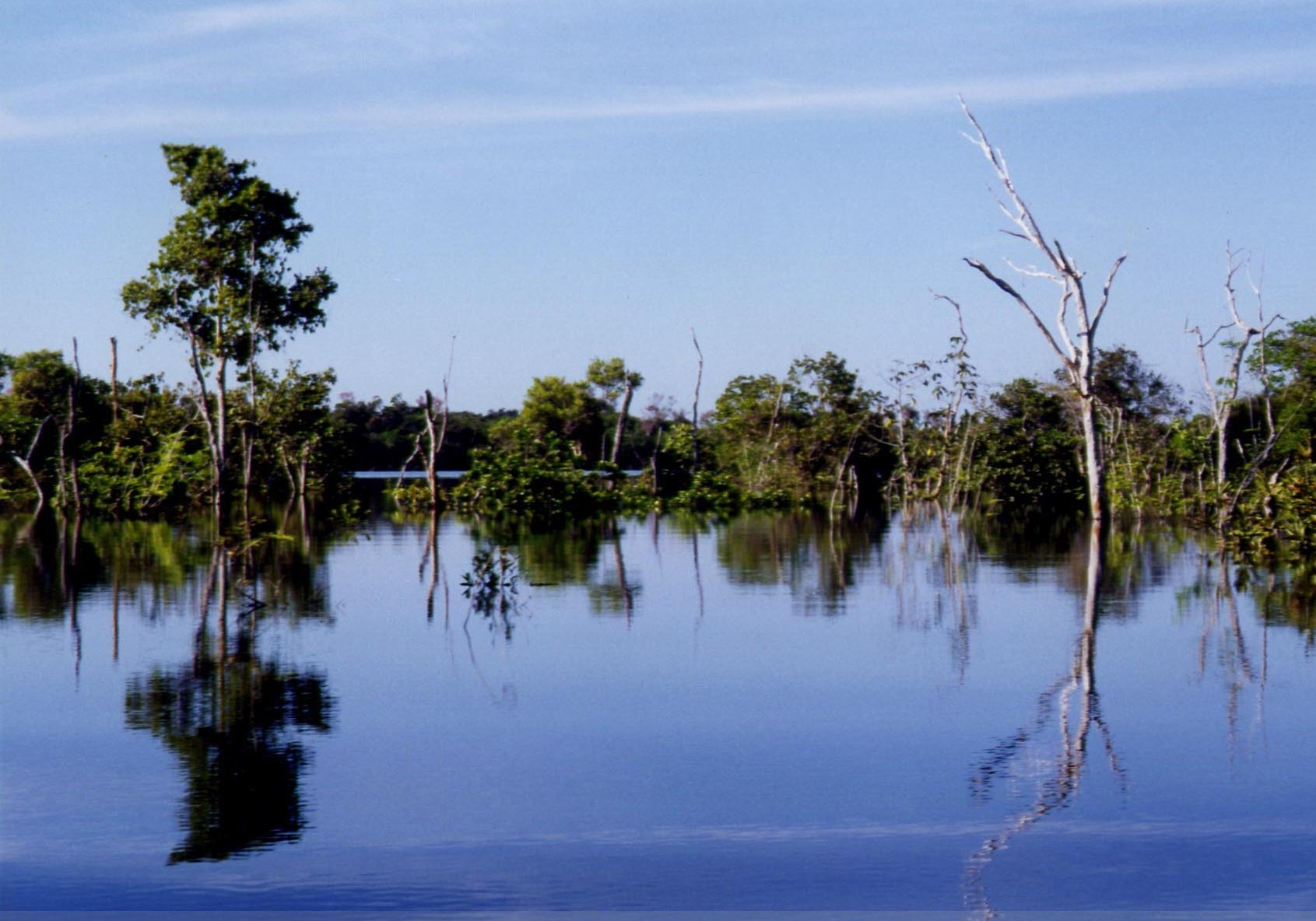
Forêt inondée entre les frontières administratives des municipalités d’Eirunepé, Envira et Ipixuna.